# 상주 천주교 신앙고백비
상주 천주교 신앙고백비(尙州 天主敎 信仰告白碑)는 대한민국 경상북도 상주시 청리면 삼괴리 361에 있는 비석이다. 2009년 12월 28일 경상북도의 문화재자료 제562호로 지정되었다.

## 규격
- 높이 127cm
- 너비 40cm
- 두께 22cm

## 건립 연대
- 19세기말 ~ 20세기초

## 지정 사유
이 비는 자연석 기단 위에 세워진 높이 127cm, 너비 40cm, 두께 22cm 크기의 碑石으로, 비신은 윗부분이 십자가 모양으로 다듬어져 있고 아랫부분은 어깨 내림처럼 아래로 내려올수록 좁아지는 형태이다. 앞면 상부에는 십자가 속에 ‘天主’라는 글자가, 그 아래로는 2단으로 ‘天主聖敎會’와 ‘聖號十字嘉’와 그 밑으로는 세로로 ‘第一天主恐衛咸’ 등 다섯 가지의 내용이 적혀있다. 뒷면에는 盆城金氏 金福云과 네 아들 및 손자들의 이름이 적혀있다. 이 비를 세운 金三祿(1843~1935)은 김복운의 둘째 아들인데 천주교에 대한 정부의 공격이 강하던 1860~70년대에 객지생활 후 마을로 돌아와 1900년을 전후한 시기에 이 碑를 세운 것으로 추정된다.
이 비는 모양새나 성격이 매우 독특할 뿐만 아니라 천주교가 들어와 지방에 뿌리를 내리는 과정에서 신앙심을 강하게 만들어 가던 한 인물의 행위를 잘 보여주는 희귀한 자료라 판단되므로 文化財資料로 지정한다.

## 참고 자료
- 상주 천주교 신앙고백비 - 국가유산청 국가유산포털